# Штитасти лишај
Штитасти лишај (Parmelia sulcata) је лисната врста лишаја из породице Parmeliaceae. Познат је по великом степену толеранције према загађењу и по космополитном распрострањењу, које га чини једним од најчешћих лишајева на свету. Овај лишај је симбиоза гљиве са једноћелијском алгом Trebouxia.